# Cincinnati Bengals 2011
La stagione 2011 dei Cincinnati Bengals è stata la 43ª della franchigia nella National Football League, la 46ª complessiva. Il quarterback Carson Palmer chiese di essere scambiato, venendo ceduto agli Oakland Raiders. Il wide receiver Chad Johnson fu scambiato con i New England Patriots. Per sostituirli la squadra scelse nel draft il quarterback Andy Dalton e il wide receiver A.J. Green.
Dopo un record di 1-3 nella pre-stagione, i Bengals aprirono l'annata con una vittoria sui Cleveland Browns, concludendo con un bilancio di 9-7 e un posto come wild card nei playoff. Lì fu sconfitta dagli Houston Texans. Fu la prima di cinque apparizioni ai playoff consecutive.

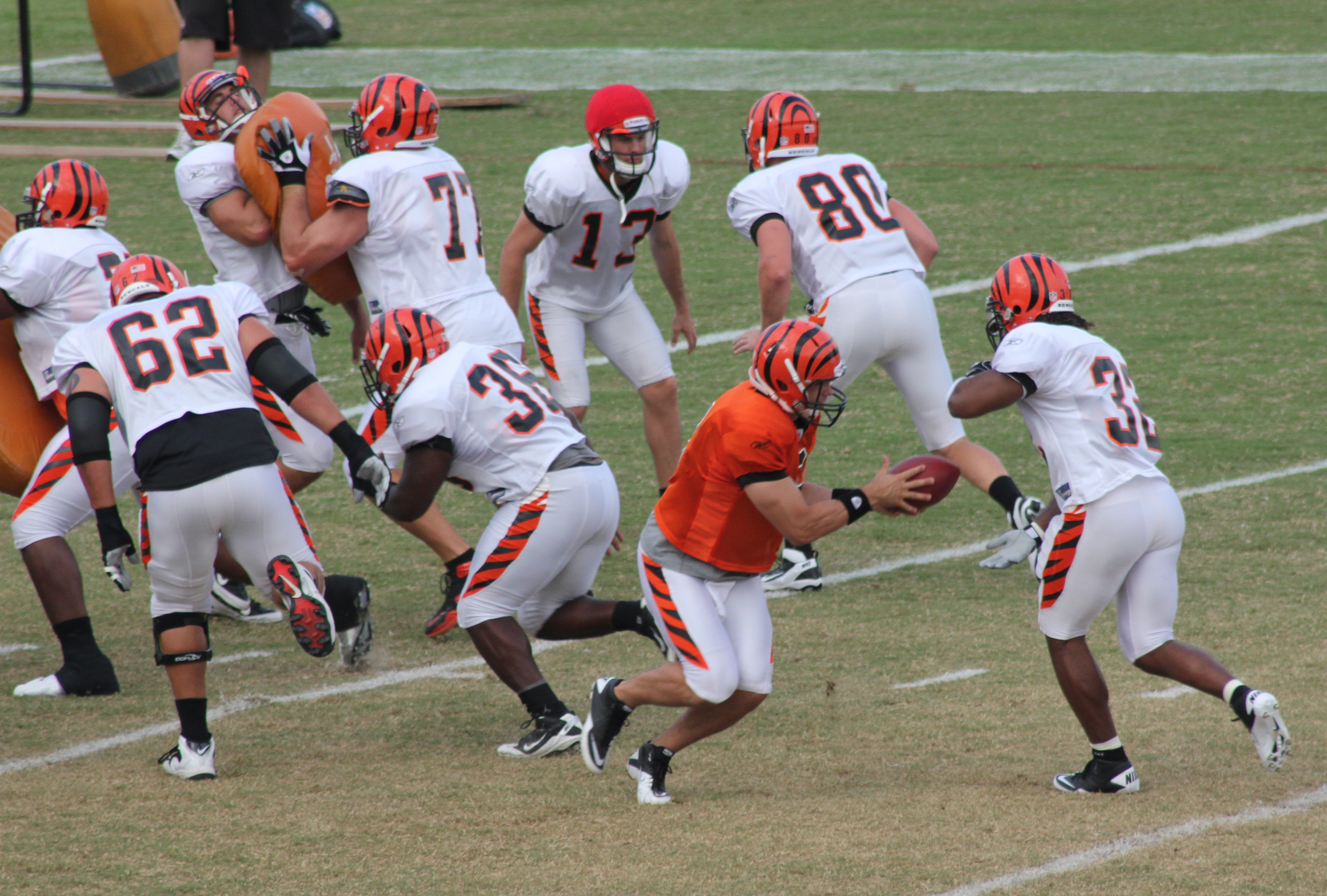
L'attacco dei Bengals durante il training camp

## Roster
| Roster dei Cincinnati Bengals nel 2011 |
| --- |
| Quarterback - 14 Andy Dalton - 7 Bruce Gradkowski Running Back - 32 Cedric Benson - 40 Brian Leonard FB/RB - 30 Cedric Peerman - 36 Chris Pressley FB - 28 Bernard Scott Wide Receiver - 85 Armon Binns - 18 A.J. Green - 16 Andrew Hawkins - 89 Jerome Simpson - 19 Brandon Tate RS - 88 Ryan Whalen Tight End - 81 Colin Cochart - 84 Jermaine Gresham - 86 Donald Lee Offensive Linemen - 65 Clint Boling G - 73 Anthony Collins T - 64 Kyle Cook C - 60 Otis Hudson G - 62 Nate Livings G - 66 Mike McGlynn C - 74 Dennis Roland T - 71 Andre Smith G/T - 77 Andrew Whitworth T Defensive Linemen - 97 Geno Atkins DT - 96 Carlos Dunlap DE - 68 Jonathan Fanene DE - 91 Robert Geathers DE - 98 Nick Hayden DT - 93 Michael Johnson DE - 94 Domata Peko DT - 92 Frostee Rucker DE Linebacker - 53 Thomas Howard OLB - 59 Brandon Johnson OLB - 99 Manny Lawson OLB/DE - 58 Rey Maualuga MLB - 52 Dontay Moch OLB/DE - 57 Vincent Rey OLB - 51 Dan Skuta MLB Defensive Back - 22 Nate Clements CB - 42 Chris Crocker SS - 21 Brandon Ghee CB - 23 Kelly Jennings CB - 24 Adam Jones CB - 26 Taylor Mays FS - 45 Jeromy Miles SS - 20 Reggie Nelson FS - 31 Robert Sands FS - 27 Gibril Wilson SS Special Team - 46 Clark Harris LS/TE - 10 Kevin Huber P - 2 Mike Nugent K Lista delle riserve - 87 Andre Caldwell WR (IR) - 29 Leon Hall CB (IR) - 56 Roddrick Muckelroy MLB (IR) - 55 Keith Rivers OLB (NF-Inj.) - 83 Bo Scaife TE (IR) - 11 Jordan Shipley WR (IR) - 90 Pat Sims DT (IR) - 63 Bobbie Williams G (IR) Squadra di allenamento - 37 John Bowie CB (Practice squad/Injured) - 80 Chase Coffman TE - 35 James Develin FB - 41 DeQuin Evans MLB (Practice squad/Injured) - 17 Vidal Hazelton WR - 50 Micah Johnson MLB - 95 Swanson Miller DT - 44 Rico Murray CB - 76 Matt O'Donnell OT - 5 Zac Robinson QB |
| Legenda - I rookie sono in corsivo. - Il primo ruolo è il principale mentre gli eventuali successivi indicano i ruoli secondari. - (IR) sta per Injured Reserve ed indica la lista ristretta per un solo giocatore infortunato che può tornare ad allenarsi dopo la settimana 6 e a rientrare in prima squadra dopo che questa ha giocato 8 partite. - (NF-Inj.) / (NF-Ill.) stanno rispettivamente per Non-Football Injured e Non-Football Illness ed indicano le liste dove viene inserito un giocatore che ha un infortunio o una malattia non dipendente dal football americano. - (PUP) sta per Physically Unable to Perform ed indica la lista dove viene inserito un giocatore mentre è in attesa di recuperare la condizione fisica. Nella stagione regolare dopo la sesta partita giocata dalla propria squadra, il giocatore ha tempo tre settimane per riprendere ad allenarsi, più tre settimane aggiuntive dal suo rientro agli allenamenti per rientrare in prima squadra. |

## Calendario
| Stagione regolare |                    |                         |                    |                    |                                     |                    |
| Turno             | Data               | Avversario              | Risultato          | Record             | Pubblico                            | Sintesi            |
| 1                 | 11 settembre       | at Cleveland Browns     | V 27–17            | 1–0                | Cleveland Browns Stadium            | Recap              |
| 2                 | 18 settembre       | at Denver Broncos       | S 22–24            | 1–1                | Sports Authority Field at Mile High | Recap              |
| 3                 | 25 settembre       | San Francisco 49ers     | S 8–13             | 1–2                | Paul Brown Stadium                  | Recap              |
| 4                 | 2 ottobre          | Buffalo Bills           | V 23–20            | 2–2                | Paul Brown Stadium                  | Recap              |
| 5                 | 9 ottobre          | at Jacksonville Jaguars | V 30–20            | 3–2                | EverBank Field                      | Recap              |
| 6                 | 16 ottobre         | Indianapolis Colts      | V 27–17            | 4–2                | Paul Brown Stadium                  | Recap              |
| 7                 | Settimana di pausa | Settimana di pausa      | Settimana di pausa | Settimana di pausa | Settimana di pausa                  | Settimana di pausa |
| 8                 | 30 ottobre         | at Seattle Seahawks     | V 34–12            | 5–2                | CenturyLink Field                   | Recap              |
| 9                 | 6 novembre         | at Tennessee Titans     | V 24–17            | 6–2                | LP Field                            | Recap              |
| 10                | 13 novembre        | Pittsburgh Steelers     | S 17–24            | 6–3                | Paul Brown Stadium                  | Recap              |
| 11                | 20 novembre        | at Baltimore Ravens     | S 24–31            | 6–4                | M&T Bank Stadium                    | Recap              |
| 12                | 27 novembre        | Cleveland Browns        | V 23–20            | 7–4                | Paul Brown Stadium                  | Recap              |
| 13                | 4 dicembre         | at Pittsburgh Steelers  | S 7–35             | 7–5                | Heinz Field                         | Recap              |
| 14                | 11 dicembre        | Houston Texans          | S 19–20            | 7–6                | Paul Brown Stadium                  | Recap              |
| 15                | 18 dicembre        | at St. Louis Rams       | V 20–13            | 8–6                | Edward Jones Dome                   | Recap              |
| 16                | 24 dicembre        | Arizona Cardinals       | V 23–16            | 9–6                | Paul Brown Stadium                  | Recap              |
| 17                | 1 gennaio          | Baltimore Ravens        | S 16–24            | 9–7                | Paul Brown Stadium                  | Recap              |

Nota: gli avversari della propria division sono in grassetto.

### Playoff
| Playoff   |           |                   |           |        |                 |         |
| Turno     | Data      | Avversario        | Risultato | Record | Pubblico        | Sintesi |
| Wild Card | 7 gennaio | at Houston Texans | S 10–31   | 0–1    | Reliant Stadium | Recap   |

## Classifiche
| AFC Central Division    |    |    |   |      |     |      |     |     |     |
|                         | V  | S  | P | %    | DIV | CONF | PF  | PS  | STR |
| (2) Baltimore Ravens    | 12 | 4  | 0 | .750 | 6–0 | 9–3  | 378 | 266 | V2  |
| (5) Pittsburgh Steelers | 12 | 4  | 0 | .750 | 4–2 | 9–3  | 325 | 227 | V2  |
| (6) Cincinnati Bengals  | 9  | 7  | 0 | .563 | 2–4 | 6–6  | 344 | 323 | S1  |
| Cleveland Browns        | 4  | 12 | 0 | .250 | 0–6 | 3–9  | 218 | 307 | S6  |